# 何敏楓
何敏楓（1951年1月7日—）是一名美國籍華裔的童話作家。何敏楓出生於緬甸仰光，父親是經濟學家及外交官，母親是一名化學家。她從很小的時候就已經去到泰國生活及讀書，直至大學時代去了台灣的東海大學讀書，後來又轉到美國的康乃爾大學修讀經濟學的學士學位課程。畢業後，她去到新加坡，在海峽時報擔任記者。兩年後又到泰國的清邁大學任教英文。其後她結婚及修讀碩士課程。同時間，她一直在柬埔寨及泰國等落後國家從事人道工作。80年代中期，她回到新加坡的新加坡國立大學工作，90年代初則去到美國紐約，一邊從面文學教授，一邊從事童話創作。寫作方面，自大學時代，何敏楓已經開始創作，並於1975年出版了第一本書，此後出版了多本童話書，並屢獲美國及東南亞等地的童書獎。